# Kubinszky Mihály (építész)
Kubinszky Mihály (Sopron, 1927. szeptember 17. – Sopron, 2016. október 17.) Széchenyi- és Ybl Miklós-díjas építész, építészettörténész, vasúttörténész.

## Életrajz
Építészeti tanulmányai 1945 és 1950 között a Budapesti Műszaki Egyetem Építészmérnöki Karán folytatta. 1950 és 1957 között a Győr-Sopron megyei ÁÉV építésvezetőjeként dolgozott. 1957-től a Soproni Erdészeti és Faipari Egyetem munkatársa, 1960-ig tanársegédként, 1960-63 között adjunktusként, 1963-76 között docensként, 1976-tól egyetemi tanárként. Doktori címét 1974-ben szerezte. 1978-tól 1981-ig az egyetem tudományos rektorhelyettese. 1996-ban vonult nyugdíjba. A tudományos közéletben aktívan részt vesz (MTA Építészettörténeti és Elméleti Bizottság; Magyar Építőművészek Szövetsége; Magyar Építész Kamara; Építéstudományi Egyesület). Sopron város közéletének is aktív résztvevője (1987-től a Soproni Városszépítő Egyesület elnöke).
Szakírói tevékenységét mintegy 350 tanulmány és 27 könyv jelzi, érdeklődési területe az építészetkritika, építészettörténet (19-20. sz.), vasúttörténet és vasútépítészet, tájrendezés.
A magyar vasútról, annak épületeiről, járműveiről évtizedeken keresztül készült fotói művészi értékükön felül pótolhatatlan, egyedülálló kordokumentumok.
Kubinszky Mihály életének kilencvenedik évében, családja körében, 2016. október 17-én hunyt el.

## Díjai, kitüntetései
- 1966: Alpár Ignác-emlékérem[7]
- 1992: Ybl Miklós-díj; Széchényi Ferenc-díj
- 1994: a Magyar Műemlékvédelemért érem
- 1997: Rados Jenő-emlékérem; Wälder József-díj
- 1998: Mikó Imre-díj [8]
- 2001: Csonka Pál érem[9]
- 2002: Sopron város díszpolgára cím[10]
- 2003: Széchenyi-díj[11]

## Művei
- A XIX. század építészetének szerkezeti újításai; Mérnöki Továbbképző Intézet, Bp., 1961 (Mérnöki Továbbképző Intézet előadássorozatából)
- A századforduló építészete és problémái; Mérnöki Továbbképző Intézet, Bp., 1962 (Mérnöki Továbbképző Intézet előadássorozatából)
- Vasutak építészete Európában (1965)
- Bútorstílustan; Erdészeti és Faipari Egyetem, Faipari Mérnöki Kar, Sopron, 1966
- Adolf Loos (1967)
- Bahnhöfe Europas. Ihre Geschichte, Kunst und Technik. Für Eisenbahnfreunde, Architekten und kulturgeschichtlich Interessierte; Franckh, Stuttgart, 1969
- Györgyi Dénes (1974)
- Ungarische Lokomotiven und Triebwagen; szerk. Kubinszky Mihály; Akadémiai–Birkhäuser, Bp.,–Basel–Stuttgart, 1975
- Építészeti és urbanisztikai ismeretek; Erdészeti és Faipari Egyetem, Erdőmérnöki Kar, Sopron, 1976
- Modern Építészeti Lexikon (főszerk., 1977)
- Bohuslav Fuchs; Akadémiai, Bp., 1977 (Architektúra)
- Dampf in der Puszta; összeáll. Kubinszky Mihály; Slezak, Wien, 1978
- Régi magyar vasútállomások; rajz Kubinszky András, Szentes Vidorné; Corvina, Bp., 1983 (Építészeti hagyományok) (németül is)
- Dőry Lajos–Kubinszky Mihály: Die Eisenbahn auf der Medaille in Mitteleuropa von den Anfängen bis 1945. Ikonographische Studie; Döry, Frankfurt am Main, 1985
- Erdészeti építéstan; Erdészeti és Faipari Egyetem, Erdőmérnöki Kar, Sopron, 1986
- Banhöfe in Österreich. Architektur und Geschichte; Slezak, Wien, 1986
- Otto Wagner (1988)
- Kubinszky Mihály–Gombár György: Vasútállomások Magyarországon. Épületek. 1846-1988; Idegenforgalmi Propaganda és Kiadó Vállalat, Bp., 1989
- Településfejlesztés tervezése. A jegyzet a Tájrendező és Környezetvédő szakmérnökhallgatók részére készült a táj és az építészet kapcsolatának témaköréből; Erdészeti és Faipari Egyetem, Sopron, 1989
- Architektur am Schienenstrang. Hallen, Schuppen, Stellwerke : Architekturgeschichte der Eisenbahn-Zweckbauten; Franckh-Kosmos, Stuttgart, 1990
- Képek a régi magyar vasutakról és vonatokról (társszerző, 1991)
- Architektur an der Semme-ringbahn (társszerző, 1992)
- K. u. K. Eisenbahn Bilderalbum I-II. (társszerző, 1992-93)
- Régi soproni látképek; összeáll. Kubinszky Mihály; Soproni Városszépítő Egyesület, Sopron, 1994
- Táj+építészet (tankönyv, 1995)
- Magyar vasúti építkezések Erdélyben (társszerző, 1998)
- Varga Tamás–Kubinszky Mihály–Andrássy Péter: Sopron, Károly-magaslati kilátó; TKM Egyesület, Bp., 2000 (Tájak, korok, múzeumok kiskönyvtára)
- Régi magyar villamosok : a történelmi Magyarország közúti vasutai a kezdettől a II. világháború végéig (társszerző, 2000)
- Emlékképek a 424-esről; Belvedere Meridionale–Zékány-Máthé, Szeged–Tatabánya, 2001
- Sopron építészete a 20. században (2003)
- A régi soproni Lőver. Egy lőverlakó építész feljegyzései; Zékány-Máthé, Tatabánya, 2005
- Hajós György–Kubinszky Mihály–Vámossy Ferenc: Alpár Ignác élete és munkássága; Építésügyi Tájékoztatási Központ, Bp., 2005
- Az ion fejezet. Egy építész emlékiratai; HAP Galéria, Bp., 2006 (HAP-könyvek)
- Kubinszky Mihály–Nagy Tamás–Turóczy László: Ez a vonat elment. Adatok és képek a régi magyar vasúti mellékvonalak történetéhez; Stil Nuovo, Tatabánya, 2009
- Az én vasutam. Egy vasútbarát építész emlékei és képei; MÁV Zrt. Vezérigazgatóság, Bp., 2012
- A régi soproni Lőver. Egy lőverlakó építész feljegyzései; 2. átdolg., bőv. kiad.; Stil Nuovo, Tatabánya, 2013